# USS Rochester (CA-124)
USS Rochester (CA-124) là một tàu tuần dương hạng nặng của Hải quân Hoa Kỳ thuộc lớp Oregon City được đưa ra hoạt động sau Chiến tranh Thế giới thứ hai. Nó đã phục vụ tại Đại Tây Dương và Thái Bình Dương, từng góp mặt trong Chiến tranh Triều Tiên cho đến khi ngừng hoạt động vào năm 1961 và bị tháo dỡ vào năm 1974.

## Thiết kế và chế tạo
Là chiếc tàu chiến thứ ba của Hải quân Mỹ được đặt tên theo thành phố Rochester thuộc tiểu bang New York, Rochester được đặt lườn vào ngày 29 tháng 5 năm 1944 bởi hãng Bethlehem Steel Company tại Quincy, Massachusetts. Nó được hạ thủy vào ngày 28 tháng 8 năm 1945; được đỡ đầu bởi Bà M. Herbert Eisenhart, phu nhân vị Chủ tịch hãng Bausch & Lomb Optical Company đặt trụ sở chính tại Rochester; và được đưa ra hoạt động vào ngày 20 tháng 12 năm 1946 tại Xưởng hải quân Boston dưới quyền chỉ huy của Thuyền trưởng, Đại tá Hải quân Harry Aloysius Guthrie.

## Lịch sử hoạt động

### Cuối những năm 1940
Rochester rời Provincetown, Massachusetts vào ngày 22 tháng 2 năm 1947 cho chuyến đi chạy thử máy ngoài khơi vịnh Guantánamo, Cuba. Đến cuối tháng 4, nó có mặt tại Philadelphia thực hiện các chuyến đi huấn luyện quân nhân dự bị, vốn đã đưa nó về phía Bắc đến tận vịnh Casco, Maine và về phía Nam đến khu vực Caribbe.
Sau khi hoàn tất chuyến đi huấn luyện thứ chín vào giữa tháng 1 năm 1948, Rochester chuẩn bị cho một lượt phục vụ tại Địa Trung Hải. Rời Philadelphia ngày 20 tháng 2, nó đi đến Gibraltar vào ngày 1 tháng 3, và trở thành soái hạm của Đô đốc Forrest Sherman, Tư lệnh Đệ Lục hạm đội. Ngoài việc ghé thăm nhiều cảng, chiếc tàu tuần dương đã thường trực tại vịnh Suda trên bờ biển phía Bắc đảo Crete vào lúc diễn ra vụ khủng hoảng tại lãnh thổ Palestine. Nó hoàn tất lượt bố trí vào ngày 14 tháng 6, khi Đô đốc Sherman chuyển cờ hiệu của mình sang chiếc tàu tuần dương hạng nhẹ Fargo, và Rochester lên đường vào ngày 15 tháng 6, đến Philadelphia vào ngày 27 tháng 6. Sau đó Rochester tiếp nối các hoạt động huấn luyện quân nhân dự bị, thực hiện các chuyến đi đến Bermuda, New Brunswick và Jamaica.
Sau các cuộc thực tập bắn pháo bờ biển tại đảo Bloodsworth vào đầu tháng 10 năm 1948, Rochester đi đến Xưởng hải quân Boston cho một đợt đại tu đầu tiên, vốn bao gồm việc tháo dỡ các máy phóng máy bay để chuyển từ thủy phi cơ sang sử dụng kiểu máy bay trực thăng đa dụng Sikorsky HO3S-1. Số máy bay trực thăng này là nhằm thay thế các thủy phi cơ được mang trên tàu trước đó. Nó hoạt động ngoài khơi vùng biển Caribbe và dọc theo bờ biển Bắc Đại Tây Dương, cho đến khi nó khởi hành từ vịnh Narragansett vào ngày 5 tháng 1 năm 1950 để chuyển sang bờ Tây Hoa Kỳ, đi đến cảng nhà mới Long Beach, California.
Vào tháng 4 năm 1950, Rochester rời Long Beach đi Nam Thái Bình Dương. Nó ghé lại Trân Châu Cảng để đón lên tàu Đô đốc Arthur W. Radford, Tổng tư lệnh Hạm đội Thái Bình Dương, cho một chuyến đi thị sát các vùng lãnh thổ thuộc quyền quản lý của Hoa Kỳ tại Thái Bình Dương. Sau khi hoàn tất chuyến đi này, nó đón lên tàu Phó Đô đốc A. D. Struble, Tư lệnh Đệ Thất hạm đội tại Guam, rồi lên đường đi đến quần đảo Philippine.

### Chiến tranh Triều Tiên
Rochester đang ở tại Sangley Point thuộc Philippine khi Tổng thống Harry S. Truman ra lệnh cho Đệ Thất hạm đội hành động đáp trả lại việc Bắc Triều Tiên tấn công xuống Nam Triều Tiên. Nó hoạt động cùng với Lực lượng Đặc nhiệm 77, một lực lượng tàu sân bay nhanh, vào sáng ngày 3 tháng 7 năm 1950 khi họ tung ra cuộc không kích đầu tiên nhắm vào lực lượng Bắc Triều Tiên. Vào các ngày 18 và 19 tháng 7 năm 1950, Rochester hỗ trợ cho cuộc đổ bộ của Sư đoàn 1 Kỵ binh lên Pohang Dong, rồi tiếp tục phục vụ cùng với Lực lượng Đặc nhiệm 77 cho đến ngày 25 tháng 8 năm 1950. Các khẩu pháo của Rochester đã hỗ trợ cho các lực lượng đổ bộ lên Inchon vào ngày 13 tháng 9.
Từ tháng 10 đến tháng 12, Rochester hoạt động liên tục dọc theo bờ biển Triều Tiên trong 81 ngày, bắn pháo hỗ trợ cho lực lượng trên bờ cũng như phục vụ như một căn cứ máy bay trực thăng lưu động; chúng được cho bay liên tục để hỗ trợ hoạt động quét mìn tại các cảng Changjon, Koje, Wonsan, Hungnam và Songjin. Ngoài việc phá hủy sáu quả mìn bằng đạn pháo, chiếc tàu tuần dương còn kiểm soát các hoạt động không lực của hải quân tại khu vực Wonsan trong 10 ngày trước khi các lực lượng đổ bộ đến nơi. Máy bay trực thăng của nó cũng trợ giúp vào việc cứu vớt những người sống sót trên hai chiếc tàu quét mìn Pirate (AM-275) và Pledge (AM-277) bị đánh chìm trong cảng Wonsan.
Trong 198 ngày hoạt động chống lại đối phương tại Triều Tiên, nó đã di chuyển hơn 25.000 dặm và bắn 3.265 quả đạn pháo 8 inch cùng 2.339 quả đạn pháo 5 inch. Rochester quay trở lại Sasebo, Nhật Bản, và vào ngày 10 tháng 1 năm 1951 lên đường quay trở về nhà, về đến Long Beach vào ngày 30 tháng 1. Mười ngày sau, nó khởi hành đi đến Xưởng hải quân Mare Island, San Francisco, cho một đợt đại tu định kỳ vốn kéo dài cho đến tháng 5.
Trong đợt huấn luyện ôn tập tại khu vực Long Beach-San Diego, Rochester đã trợ giúp vào việc huấn kuyện thủy thủ đoàn của những tàu chiến được cho tái hoạt động trở lại từ hạm đội dự bị. Nó rời Long Beach ngày 27 tháng 8 năm 1951 để tiến hành huấn luyện tại khu vực Hawaii, rồi sau đó lên đường đi Yokosuka, Nhật Bản, đến nơi vào ngày 21 tháng 11. Ngày 28 tháng 11, nó dội xuống Kosong hơn 250 quả đạn nổ. Sau đó, nó hoạt động dọc theo suốt bờ biển Đông Bắc Triều Tiên, bắn phá các mục tiêu trên bờ trong khi máy bay trực thăng thực hiện các phi vụ giải cứu phi công của Lực lượng Đặc nhiệm 77 bị bắn rơi. Cho đến mùa Xuân, nó tiếp tục các nhiệm vụ bắn pháo quấy phá và can thiệp dọc theo bờ Đông bán đảo Triều Tiên.
Vào đầu tháng 4 năm 1952, nó trải qua một tuần lễ trong vai trò soái hạm của Lực lượng Phong tỏa và Hộ tống tại bờ Tây bán đảo Triều Tiên, và vào cuối tháng 4 lên đường quay trở về cảng nhà. Từ tháng 5 đến tháng 10, nó hoạt động ngoài khơi Long Beach trong các hoạt động huấn luyện dọc bờ biển. Đến tháng 11, chiếc tàu tuần dương lên đường cho một chuyến đi khác đến Viễn Đông, đi đến khu vực xung đột vào ngày 7 tháng 12 như một đơn vị của Đội đặc nhiệm 77.1 tại vùng biển ngoài khơi phía Đông bán đảo Triều Tiên. Sau khi trải qua những tháng mùa Đông trong các nhiệm vụ bắn pháo quấy phá và can thiệp cùng những hoạt động khác cùng với lực lượng đặc nhiếm tàu sân bay nhanh, Rochester lên đường quay trở về nhà, về đến Long Beach vào ngày 6 tháng 4 năm 1953.

### Giữa và cuối những năm 1950
Trong đợt đại tu định kỳ tại Xưởng hải quân Mare Island từ ngày 4 tháng 5 đến ngày 7 tháng 9 năm 1953, các khẩu đội phòng không 20 mm và 40 mm của nó được thay thế bằng những khẩu 76 mm (3 inch)/50 caliber bắn nhanh. Sau một đợt huấn luyện ôn tập dọc theo bờ biển, nó lên đường vào ngày 5 tháng 1 năm 1954 đi sang Viễn Đông. Các cuộc tập trận và viếng thăm các cảng tại khu vực Tây Thái Bình Dương kết thúc khi nó rời Yokosuka vào ngày 29 tháng 5 lên đường quay trở về nhà.
Vào tháng 2 năm 1955, Rochester phục vụ lượt thứ năm tại khu vực Tây Thái Bình Dương, hoàn tất vào ngày 6 tháng 8 và về đến cảng nhà vào ngày 22 tháng 8. Sau đợt đại tu thực hiện tại Xưởng hải quân San Francisco từ ngày 19 tháng 11 năm 1955 đến ngày 7 tháng 3 năm 1956, nó bước vào đợt huấn kuyện ôn tập rồi chuẩn bị cho một chuyến đi khác. Đợt hoạt động thứ sáu tại Tây Thái Bình Dương bắt đầu vào ngày 29 tháng 5 khi Rochester cùng các tàu hộ tống lên đường từ Long Beach; chúng quay trở về cảng nhà vào ngày 16 tháng 12.
Đầu tháng 6 năm 1957, Rochester đi đến San Francisco, nơi nó phục vụ như là soái hạm của Thủy sư Đô đốc Chester W. Nimitz trong chuyến đi thị sát Đệ Nhất hạm đội. Quay trở về Long Beach vào ngày 18 tháng 6, nó tiếp nối các hoạt động tại chỗ và thực hành cho đến khi lên đường vào ngày 3 tháng 9 cho lượt hoạt động thứ bảy tại khu vực Tây Thái Bình Dương. Nó quay về Long Beach vào ngày 24 tháng 3 năm 1958. Hai lượt bố trí khác đến Viễn Đông được tiếp nối từ ngày 6 tháng 1 đến ngày 17 tháng 6 năm 1959 và từ ngày 5 tháng 4 đến ngày 29 tháng 10 năm 1960.
Rochester rời Long Beach vào ngày 12 tháng 4 năm 1961 để đi đến Xưởng hải quân Puget Sound vào ngày 15 tháng 4, nơi nó được chuẩn bị để cho ngừng hoạt động. Nó được đưa về đội Bremerton thuộc Hạm đội Dự bị Thái Bình Dương vào ngày 15 tháng 8 năm 1961, rồi bị bỏ không tại Bremerton cho đến khi được rút khỏi danh sách Đăng bạ Hải quân vào ngày 1 tháng 10 năm 1973, rồi được bán cho hãng Zidell Explorations tại Portland, Oregon vào ngày 31 tháng 7 năm 1974 để tháo dỡ.

## Phần thưởng
Rochester được tặng thưởng sáu Ngôi sao Chiến trận do thành tích phục vụ trong Chiến tranh Triều Tiên. ==
|  |  |                           |
|  |  | Silver star · Bronze star |
|  |  |                           |

| Dãi băng Hoạt động Tác chiến             | Dãi băng Hoạt động Tác chiến                 | Huân chương Chiến thắng Thế Chiến II         | Huân chương Chiến thắng Thế Chiến II                     |
| Huân chương Phục vụ Chiếm đóng Hải quân  | Huân chương Phục vụ Phòng vệ Quốc gia        | Huân chương Phục vụ Phòng vệ Quốc gia        | Huân chương Phục vụ Triều Tiên với 6 Ngôi sao Chiến trận |
| Đơn vị Tuyên dương Tổng thống (Hàn Quốc) | Huân chương Liên Hợp Quốc Phục vụ Triều Tiên | Huân chương Liên Hợp Quốc Phục vụ Triều Tiên | Huân chương Phục vụ Chiến tranh Triều Tiên (Hàn Quốc)    |